# Otto Folin

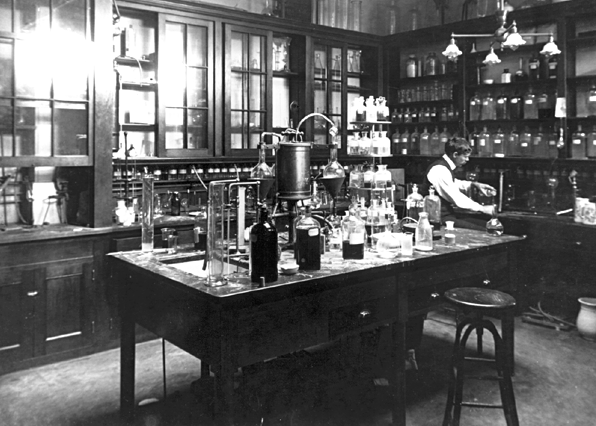
Otto Folin

Otto Knut Olof Folin (* 4. April 1867 in Åseda; † 25. Oktober 1934 in Boston) war ein schwedisch-US-amerikanischer Chemiker und Physiologischer Chemiker sowie Pionier der klinischen Biochemie.

## Leben
Otto Folin war der Sohn eines Gerbers. In Schweden als jüngster von zwölf Söhnen und einer Tochter einer Familie mit kleinem Landbesitz in Småland geboren, siedelte er im Alter von 15 kurz nach seiner Konfirmation in die USA über, denn in Minnesota lebten bereits zwei Brüder und eine Tante. In Schweden hatte Folin etwas Deutsch gelernt. Seine Englischkenntnisse erwarb und vertiefte er nicht nur an einer Schule in Stillwater, sondern auch während verschiedener Schülerjobs nahe der St. Croix Boom Site nebenbei.
Er besuchte zum Studium der Chemie die University of Minnesota von 1888 bis 1892, wo Julius Stieglitz einer der Betreuer war. 1890 wurde Folin US-Bürger. Aus der anschließenden, im Rahmen seines von 1892 bis 1898 erfolgten Promotionsstudiums auf dem Gebiet der Organischen Chemie, Arbeit in Ernst Leopold Salkowskis Labor ergab sich eine Arbeit zur Bestimmung von Harnsäure. Von 1897 bis 1898 vertiefte er seine Kenntnisse in Physiologischer Chemie an der Universität Uppsala, woraus auch seine erste wissenschaftliche Veröffentlichung in „Hoppe-Seyler’s Zeitschrift für Physiologische Chemie“ resultierte. Dann arbeitete er in Albrecht Kossels Labor an der Universität Marburg.
Wieder in den USA, machte er mit seiner Dissertationsschrift On Urethans seinen Ph.D. an der University of Chicago 1898. Nachdem er Assistenzprofessor an der West Virginia University geworden war und deswegen nach Morgantown (West Virginia) umgezogen war, heiratete er am 11. September 1899 Laura Churchill Grant, die 1896 ihren M.A. in Wirtschaftswissenschaften gemacht hatte. Die Tochter Teresa aus dieser Ehe machte später ihren Abschluss an der School of Medicine der Johns Hopkins University, der Sohn Grant war wie sein Vater Otto Hobby-Golfer und wurde Geschäftsmann in Detroit, während die andere Tochter Joanna bereits 1912 verstarb. 1900 ging Folin an das McLean Hospital in Belmont in Massachusetts, wo er ein neues Labor für physiologische Chemie einrichten konnte. Dort entwickelte er Analysemethoden für Urin und Blut. 1903 entfernte man ihm im Massachusetts General Hospital einen gutartigen Tumor im Gesichtsbereich, wobei ein Nerv durchtrennt wurde, was zu einer dauerhaften Veränderung seines Aussehens führte. 1905 brachte ihm eine Veröffentlichung breite wissenschaftliche Anerkennung, in der er feststellte, dass die Menge Kreatinin im Urin nicht von der Menge des mit der Nahrung aufgenommenen Proteins abhängt – im Gegensatz zu Harnstoff, für den ein solcher Zusammenhang besteht.
1907 wurde er zum Assistenzprofessor an der Medical School der Harvard University ernannt und zwei Jahre später dort zum Professor für Biochemie. In sein Labor nahm er mehrere Studenten und Mitarbeiter auf, darunter George Richards Minot. Weitere Arbeiten führten zur Entwicklung des Folin-Reagenz (zur Bestimmung von Aminen) und des Folin-Ciocalteu-Reagenz, das auch die Proteinbestimmung nach Lowry ermöglichte. 1909 wurde er Präsident der American Society of Biological Chemists, die später umbenannt wurde in American Society for Biochemistry and Molecular Biology. 1911 wurde er in die American Academy of Arts and Sciences gewählt, 1916 wählte man ihn zum Mitglied der National Academy of Sciences. Die Washington University in St. Louis zeichnete ihn 1915 mit dem Ehrendoktor aus, die University of Chicago folgte 1916 und die Universität Lund 1918. In der Kaiserlich Leopoldinisch-Carolinische Deutsche Akademie der Naturwissenschaftler wurde er 1932 Mitglied.
Seine letzte Veröffentlichung erschien 1934 im Journal of Biological Chemistry, deren langjähriger Mitherausgeber er war. Er starb an einem Myokardinfarkt.

## Werke
- Otto Folin: Laboratory manual of biological chemistry, 1919
- Otto Folin: Preservatives and Other Chemicals in Foods, 1923